# Olivier Deschacht
Olivier Deschacht (ur. 16 lutego 1981 w Gandawie) – belgijski piłkarz  grający na pozycji lewego obrońcy. Przez całą seniorską karierę związany z klubem RSC Anderlecht. Wraz z końcem sezonu 2017/2018 jego kontrakt wygasł i w tej chwili pozostaje wolnym zawodnikiem.

## Kariera

### Kariera klubowa
Piłkarską karierę Deschacht rozpoczął w małym amatorskim klubie S.K. Begonia Lochristi. W 1991 roku rozpoczął treningi w KAA Gent, a od 1995 do 1997 roku terminował w szkółce piłkarskiej KSC Lokeren. Latem 1997 został zawodnikiem młodzieżowej drużyny Anderlechtu, a w 2001 roku szkoleniowiec zespołu Aimé Anthuenis awansował go do kadry pierwszego zespołu. Wtedy też zadebiutował w Eerste Klasse i w premierowym sezonie wystąpił we 12 spotkaniach. W 2002 roku zajął 3. miejsce w lidze, a w 2003 wywalczył wicemistrzostwo Belgii. W sezonie 2003/2004 stał się członkiem wyjściowej jedenastki „Fiołków” i swoją postawą przyczynił się do zdobycia mistrzostwa Belgii, swojego pierwszego w karierze. W 2005 roku został wicemistrzem kraju, a w 2006 i 2007 dwukrotnie z rzędu sięgał po prymat. W 2007 wywalczył także Superpuchar Belgii. Od lata tamtego roku jest wicekapitanem Anderlechtu (zastępuje w roli kapitana Barta Goora). Zimą 2018 roku został przesunięty do drużyny rezerw, a wraz z końcem sezonu 2017/2018 jego kontrakt z klubem wygasł.

### Kariera reprezentacyjna
W reprezentacji Belgii Deschacht zadebiutował 30 kwietnia 2003 roku w wygranym 3:1 towarzyskim meczu z reprezentacją Polski. Ma za sobą występy w eliminacjach do Mistrzostw Europy w Portugalii i Mistrzostw Świata w Niemczech.

## Kluby
| Sezon   | Klub           | Kraj   | Rozgrywki     | Mecze | Bramki |
| ------- | -------------- | ------ | ------------- | ----- | ------ |
| 2001/02 | RSC Anderlecht | Belgia | Eerste Klasse | 12    | 0      |
| 2002/03 | RSC Anderlecht | Belgia | Eerste Klasse | 19    | 0      |
| 2003/04 | RSC Anderlecht | Belgia | Eerste Klasse | 29    | 0      |
| 2004/05 | RSC Anderlecht | Belgia | Eerste Klasse | 33    | 1      |
| 2005/06 | RSC Anderlecht | Belgia | Eerste Klasse | 33    | 0      |
| 2006/07 | RSC Anderlecht | Belgia | Eerste Klasse | 34    | 1      |
| 2007/08 | RSC Anderlecht | Belgia | Eerste Klasse | 27    | 0      |
| 2008/09 | RSC Anderlecht | Belgia | Eerste Klasse | 32    | 0      |
| 2009/10 | RSC Anderlecht | Belgia | Eerste Klasse | 37    | 0      |
| 2010/11 | RSC Anderlecht | Belgia | Eerste Klasse | 13    | 1      |
| 2011/12 | RSC Anderlecht | Belgia | Eerste Klasse | 16    | 0      |
| 2012/13 | RSC Anderlecht | Belgia | Eerste Klasse | 27    | 2      |
| 2013/14 | RSC Anderlecht | Belgia | Eerste Klasse | 28    | 2      |
| 2014/15 | RSC Anderlecht | Belgia | Eerste Klasse | 40    | 4      |
| 2015/16 | RSC Anderlecht | Belgia | Eerste Klasse | 32    | 0      |
| 2016/17 | RSC Anderlecht | Belgia | Eerste Klasse | 16    | 0      |
| 2017/18 | RSC Anderlecht | Belgia | Eerste Klasse | 21    | 0      |